# Lac Tanda
Le lac Tanda est un lac du Mali situé dans le delta central du Niger communiquant avec le lac Kabara près de la ville de Dianké.

## Géographie
Situé à une altitude d'environ 230 mètres, le lac Tanda communique ponctuellement en période de crue avec son voisin le lac Kabara par un système de marigots. Sa superficie est variable et dépendant du niveau des eaux du fleuve Niger qui sont au plus haut d'août à novembre.

## Activités
En période de crue, le lac accueille une activité de pêche traditionnellement assurée par l'ethnie des Bozos. L'installation de vannes sur les effluents qui en découlent a permis de développer une petite culture de décrue.
Dans les années 1980, de nombreux sites archéologiques ont été découverts au sud-ouest du lac correspondant à des buttes d'habitats et des sites d'activités métallurgiques.